# Newton, Kansas
Newton är en stad (city) i Harvey County, i delstaten Kansas, USA. Enligt United States Census Bureau har staden en folkmängd på 19 230 invånare (2011) och en landarea på 32,6 km². Newton är huvudort i Harvey County.